# Jiraya
 (mai 2024).
Pour les articles homonymes, voir Jiraya (homonymie).
Ne doit pas être confondu avec Giraya.
Jiraya (自来也, Jiraiya) est un personnage du manga Naruto.

## Création et conception
Le personnage est une référence au personnage au conte japonais Jiraiya Goketsu Monogatari (La Légende du Galant Jiraiya). Dans cette histoire, le héros Jiraiya est le souverain d'un clan, puis le chef d'une troupe de bandits au grand coeur capable de se transformer en crapaud. Il rencontre et épouse la princesse Tsunade, avant qu'un serviteur jaloux et ensorcelé par un serpent les empoisonne. Cet antagoniste nommé Yashagoro prend le nom d'Orochimaru avant d'affronter le couple.

## Profil

### Apparence

Bandeau de Jiraya avec le symbole Abura.

Jiraya est un homme de la cinquantaine aux longs cheveux argentés. Il porte constamment avec lui le parchemin permettant de signer le pacte d'invocation des crapauds. Son bandeau frontal porte le kanji 油 (Abura, Huile). Une ligne rouge descend de chacun de ses yeux à la façon d'une larme et il a un grain de beauté imposant sur le côté gauche de son nez. Contrairement à un ninja traditionnel, il porte des geta.

### Histoire

#### Avant le début du manga
Jiraya est l'un des trois sannin qui, avec ses deux camarades d'équipe, Orochimaru et Tsunade, furent entraînés par le 3e Hokage.
Lors de la 2e grande guerre ninja, il prit trois orphelins du village d'Ame pour disciples : Nagato, Yahiko et Konan. Après les avoir entraînés pendant trois ans, il leur laisse leur indépendance.
Jiraya est également celui qui a entraîné le 4ème Hokage. Inspiré par l'un des livres de son maître, Minato Namikaze a nommé son fils Naruto, faisant ainsi de Jiraya le parrain de l'enfant,.
À la fin de la 3e grande guerre ninja, il est devenu espion pour le compte de son village, espionnant notamment Orochimaru, et l'association Akatsuki représentant des menaces pour Konoha. À cette occasion, il voyagera beaucoup, tout en écrivant des livres.

#### L'entraînement de Naruto
Revenu à Konoha peu avant l'attaque d'Orochimaru lors de la 3e phase de l'examen chūnin, il commence à entraîner Naruto, lui apprenant la « technique d'invocation » en lui faisant signer un pacte avec les crapauds. Peu après l'attaque d'Orochimaru et la mort du 3e Hokage, il lui est proposé de reprendre sa charge en tant que 5e Hokage, ce qu'il refuse, préférant effectuer le voyage avec Naruto pour aller chercher la remplaçante potentielle, Tsunade. Durant ce voyage, il apprend à Naruto la technique de l'« Orbe tourbillonnant », qui consiste à concentrer du chakra dans une main en le faisant tournoyer de manière à former une sphère de chakra dévastatrice.
À la fin de la première partie, il emmène Naruto afin de le protéger d'Akatsuki et de parfaire son entraînement durant un peu plus de deux ans et demi.

#### Mort

Code gravé sur le dos de Fukasaku.

Le destin de Jiraya s'est joué dans un combat face à Pain, chef officiel d'Akatsuki. Après avoir vaincu trois des avatars (Chikushodô, Ningendô et Gakidô), et pensant avoir terminé le combat, il se fait surprendre par Shuradô, qui arrive en renfort avec Tendô et Jigokudô, et lui fait perdre son bras gauche à cette occasion. Par la suite, après avoir capturé Chikushodô dans une dimension parallèle, à l'intérieur d'un crapaud, Jiraya pense être sur le point de percer le mystère de Pain, et retourne au combat avec l'espoir de le découvrir. Hélas, au moment même où il y parvient, Shuradô lui broie la gorge, l'empêchant ainsi de parler. Il est alors transpercé dans le dos par les cinq avatars restants de Pain.
Il voit alors sa vie défiler devant ses yeux et ressasse ses échecs (les rebuffades de Tsunade, la désertion de son ami Orochimaru, les morts de son maître Hiruzen Sarutobi et de son élève Minato Namikaze…), se persuadant qu'il a lui-même raté sa mort, qu'il souhaitait digne d'un Hokage. Finalement, en pensant à Naruto à qui il a transmis ses idéaux et dont il a inspiré le prénom à ses parents, il a un dernier sursaut et trouve suffisamment de volonté pour relancer son cœur ; il arrive ainsi à transmettre à Fukasaku le secret de Pain, lui gravant un message codé sur le dos : « Il n'existe pas réellement ».
À la suite de la déflagration causée par le missile que Shuradô lance pour tenter d'intercepter la grenouille, Jiraya coule finalement dans un lac du village de la Pluie, le sourire aux lèvres et satisfait, léguant tous ses espoirs de réussite à son « filleul » Naruto et lui confiant le monde ninja. Ses dernières pensées seront pour chercher un titre à son prochain livre : « L'histoire de Naruto Uzumaki ».
À Konoha, Fukasaku apprend à Naruto la mort de son maître, tout en lui communiquant le message codé envoyé par ce dernier et les informations récoltées sur Pain. Déprimé par la nouvelle, Naruto est d'abord réconforté par Iruka, puis par Shikamaru, qui l'aident à reprendre confiance en lui. Une fois le message de Jiraya décodé, le jeune homme décide de partir avec Fukasaku s'entraîner au Mont Myôboku pour apprendre et maîtriser l'art de l'ermite.
Après avoir vaincu les avatars de Pain puis réussi à raisonner Nagato et Konan (qui lui offre des fleurs en papier), Naruto crée une pierre tombale en hommage à son parrain, y déposant les fleurs en papier et le roman écrit par celui-ci. Depuis lors, Naruto revient parfois sur sa tombe même quand il fait une pause pendant son travail de Hokage.

#### Boruto
Il refait son apparition dans l'arc Glissement de temps de Boruto: Naruto Next Generations qui est exclusif à l'anime. Durant cet arc, Sasuke Uchiwa et Boruto Uzumaki font un bond dans le passé, peu avant que Naruto ne parte en formation avec Jiraya pendant deux ans et demi afin de stopper Urashiki Otsutsuki qui veut s'emparer de Kyubi scellé dans un Naruto de 13 ans. Sans le savoir, Jiraya a fait la connaissance d'un Sasuke adulte et de Boruto qui n'est autre que le fils de Naruto et petit-fils de Minato et il décida de coopérer avec eux dans le but de protéger Naruto de Urashiki Otsutsuki. Une fois Urashiki neutralisé, Boruto et Sasuke retournent à leur époque mais avant leur départ, Jiraya demande à Sasuke d’effacer leurs souvenirs des événements récents à lui et à Naruto car il semble savoir qui ils sont réellement et ne veut pas garder en mémoire ce qu'il a appris à leur sujet ce que Sasuke accepte. Lorsque Sasuke lance son Sharingan sur eux, Jiraya sourit et n'est pas étonné de voir le Sharingan, ce qui prouve qu'il a compris qu'il s'agit bien de Sasuke Uchiwa. Une fois leurs souvenirs effacés, Boruto et Sasuke repartent discrètement à leur époque, laissant une bonne impression à Boruto, la descendance de ses deux élèves.
Amado, un savant au service de Kara, crée Koji Kashin, un clone de Jiraya, car il a une grande admiration pour le ninja légendaire. Koji est en infiltration dans l'organisation Kara, dont Jigen (en réalité Isshiki Ôtsutsuki) est le chef. Amado et lui font semblant d'être aux côtés de ce dernier, afin de mieux pouvoir le vaincre. Durant son combat contre Isshiki, sa véritable identité est révélée. Comme son original génétique, Koji possède des sorts d'invocation des crapauds et sa nature de chakra, le katon.

### Personnalité
Jiraya se fait appeler « l'Ermite des crapauds » puisqu'il possède un grand parchemin permettant d'invoquer des crapauds, mais aussi et surtout car il a reçu un entrainement spécial des crapauds du Mont Myôboku 妙木山 (Myōboku San).
Gamamaru, le sage ermite, un crapaud siégeant au Mont Myôboku et dont les prédictions se réalisent toujours, lui a prédit durant sa jeunesse, qu'il deviendrait un « pervers sans égal » et un ninja au « talent incroyable » voyageant et écrivant des livres, et également qu’un de ses élèves deviendrait l’« Enfant de la Prophétie » (Yogen no Ko), responsable d'un grand bouleversement dans le monde ninja, amenant soit la paix dans celui-ci, soit provoquant sa destruction, et que Jiraya aurait à faire un choix difficile, le chemin qu'il choisira déterminant le « destin du monde ».
Depuis cette prédiction, Jiraya sera sans cesse à la recherche de ce destin, rêvant d'un monde où la paix, l'amour et la liberté régneraient en maîtres. Il a toujours essayé de transmettre son rêve à ses élèves, cherchant à les influencer pour leur donner des idéaux de paix.
Jiraya aime se mettre en scène lorsqu'il se présente ou s'apprête à combattre, effectuant une sorte de danse contenant des poses, et des sautillements à cloche-pied. Ces mises en scène sont souvent gâchées par les moqueries des personnes y assistant, ou les mouvements brusques des crapauds sur lesquels il se tient.
Il est surnommé par Naruto « l'ermite pervers » (Ero-Sennin), ou « l'ermite pas net » dans la version française de l'anime, en raison de son fort penchant pour les femmes bien plus jeunes que lui, mais fait montre d’une grande affection pour le jeune ninja, qu'il considère comme son petit-fils ; sa mort causera d'ailleurs une grande peine à Naruto, car au-delà du maître, il avait lui aussi trouvé en Jiraya un mentor, un modèle et un protecteur.
Il est l’auteur des livres que Kakashi lit souvent : « Le paradis du batifolage », « La furie du batifolage », ainsi que « Tactiques de batifolage ». Il se sert des bains publics (sources thermales ou autres…) comme source d'inspiration, s'aidant parfois d'une longue-vue. Ce hobby lui rapporte énormément d'argent (Naruto découvrira par hasard l'état de son compte en banque), qu'il dépense abondamment dans les auberges en compagnie de jeunes filles, sous prétexte de récupérer des informations…
Bien qu'il affirme que l'argent, les femmes et l'alcool sont les interdits du ninja, il n'hésite pas à les enfreindre tous en même temps peu après avoir fait la leçon à Naruto (il a volé tout l'argent économisé par celui-ci pour s'offrir à boire en compagnie de jolies filles dans un bar). Dans l'anime, il refait le même coup à Sakura et Naruto au Pays des Rizières (田の国, Ta no Kuni) où se trouve le village caché d'Orochimaru.

### Capacités

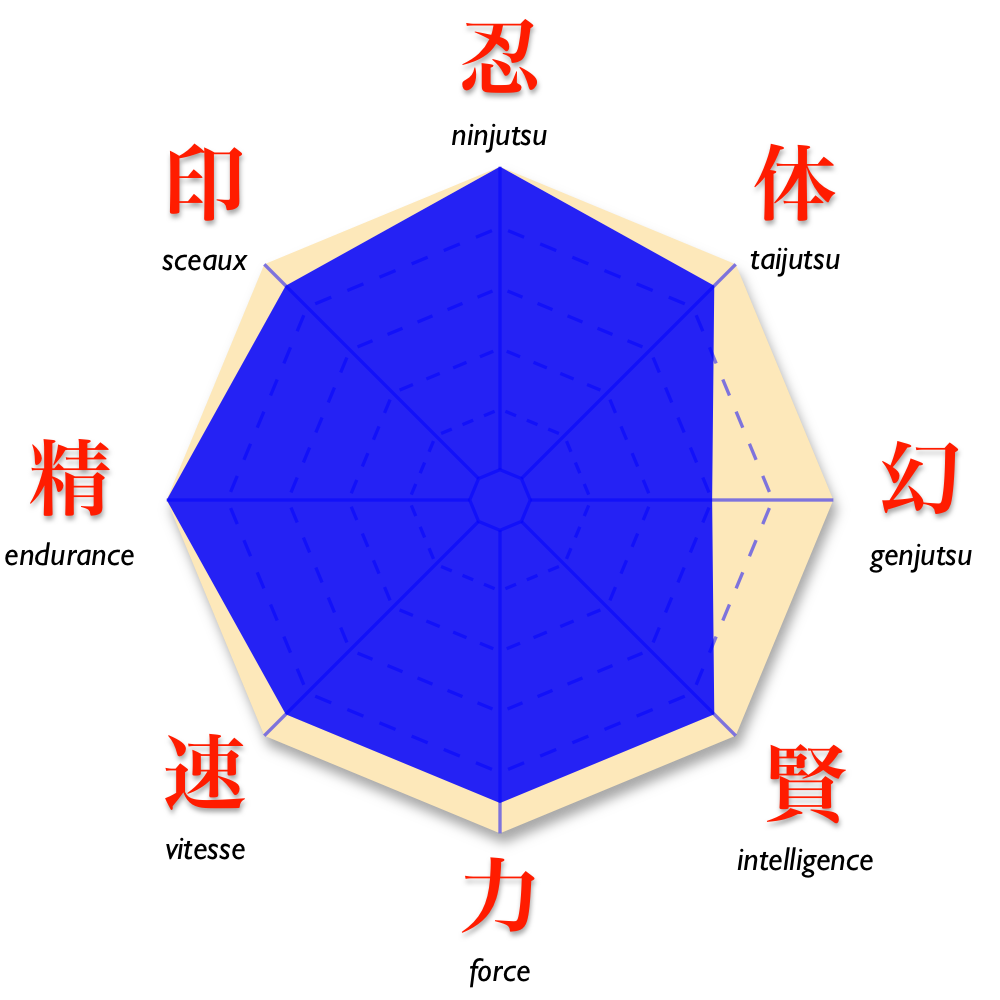
Jiraya est un ninja polyvalent, capable de passer du taijutsu au ninjutsu sans difficultés et maîtrisant un grand nombre de techniques et de sceaux. Son affinité principale semble être le katon (techniques du feu), même s’il utilise occasionnellement le doton (techniques de terre).
Son seul point faible étant dans une certaine mesure la maîtrise des illusions, il comble cette lacune en faisant appel à des invocations capables d'en créer de puissantes (Fukasaku et Shima, les deux grands ermites du Mont Myôboku).

Nature du chakra: Katon, Doton

#### Invocation
Jiraya a signé un pacte de sang avec les crapauds du « Mont Myôboku », pouvant invoquer ces derniers lors de ses combats.
De fait, de nombreuses techniques de Jiraya ont un rapport avec les crapauds.

#### L'orbe tourbillonnant

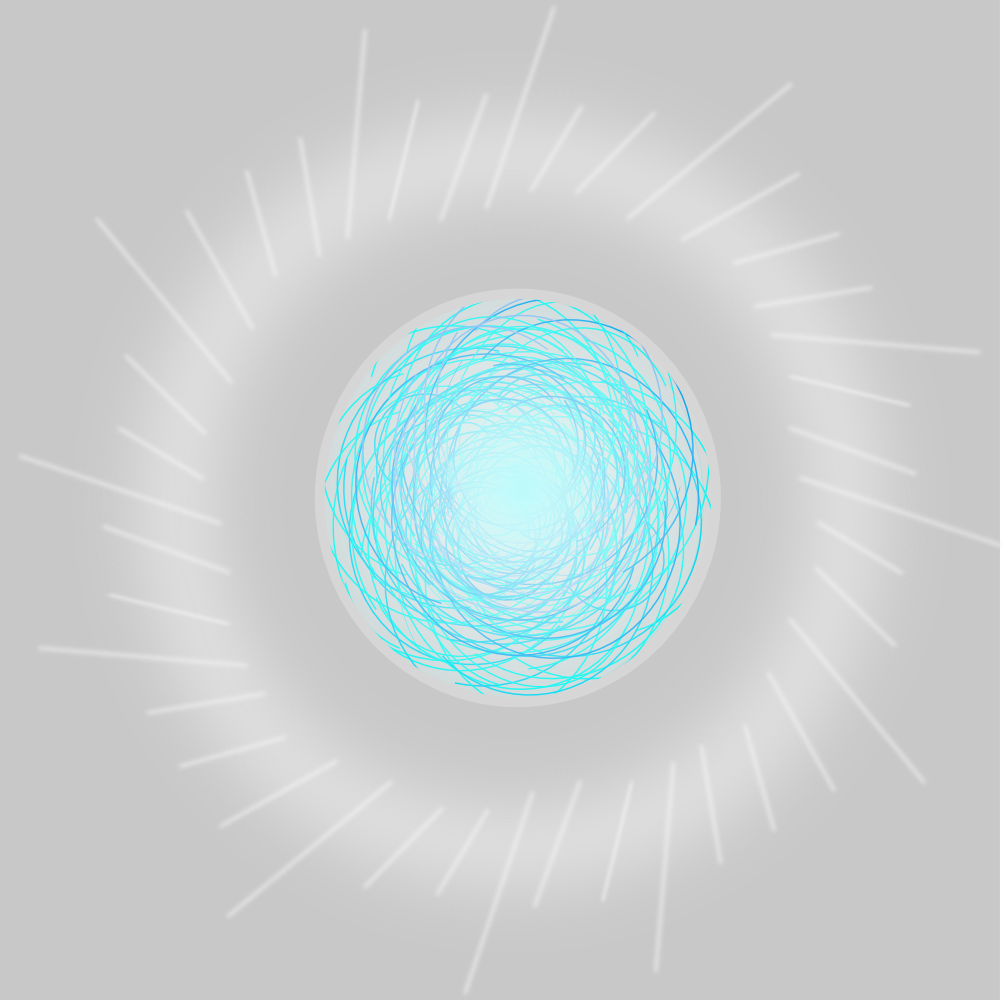
L'orbe tourbillonnant.

##### Principe
Le « Rasengan » est une technique créée par l'élève de Jiraya Minato Namikaze qui fut le 4e Hokage. C'est une sphère de chakra très concentrée que l'on crée dans sa main, puis qu'on applique sur son adversaire.

##### L'apprentissage en trois étapes
- La 1re étape de l'apprentissage de l’« Orbe tourbillonnant » consiste à faire tourner de l'eau dans un ballon pour le faire éclater. Pour réussir cette étape, il faut d'abord déterminer son sens naturel de rotation du chakra, puis parvenir à faire tourner le chakra de manière erratique dans le ballon. Naruto comprendra le secret de cette étape en voyant un chat jouer avec le ballon, et parviendra à reproduire l'effet avec une astuce personnelle : utiliser sa 2e main pour perturber la rotation du chakra. Jiraya, quant à lui, parvient à maîtriser cette rotation sans utiliser sa deuxième main.
- La 2e étape de l'apprentissage est de faire éclater une balle en caoutchouc par la pression du chakra. C'est un objet 100 fois plus résistant que le ballon. Pour réussir cette étape, il faut parvenir à concentrer toute sa puissance en un seul point.
- La 3e étape de l'apprentissage consiste à maintenir l'énergie dans une sphère réduite. Il s'agit de créer un « Orbe tourbillonnant » dans un ballon d'air sans le faire exploser afin de ne pas éparpiller la puissance de la technique en la concentrant sur le point d'impact afin de lui infliger de plus grands dommages.

#### Techniques capillaires
Jiraya utilise beaucoup sa chevelure lors des combats, que ce soit pour des techniques défensives (bouclier) ou offensives (projection d'« aiguilles capillaires », ou pour attraper son adversaire pour l'immobiliser ou le transpercer).

#### Maîtrise de l'huile et du feu
L'affinité principale de Jiraya semble être la maîtrise du feu (katon). Il peut, seul ou en combinaison avec des crapauds, cracher divers types de boules de feu ou autres techniques de type « lance-flamme », les utilités allant de la cuisson d'un poisson, à un combo huile-feu-vent dévastateur.
Jiraya peut toutefois cracher de l'huile en grande quantité sans l'enflammer.

#### Sceaux
Jiraya est un spécialiste du maniement des sceaux. Il est notamment capable de sceller les flammes inextinguibles d'Amaterasu produites par Itachi Uchiwa, et de supprimer le « Sceau des cinq éléments » apposé par Orochimaru sur Naruto pendant l'examen des chūnin. Il utilise également un sceau pour pouvoir graver une information sur le dos d'un crapaud invoqué.
Il peut également créer diverses barrières (結界, Kekkai) de détection ou de protection, travaillant avec l’espace-temps.

#### Le «Mode ermite»
Lors de son face à face avec Pain, on apprend que Jiraya peut entrer dans un mode qui accroît sa force considérablement : le « mode Ermite ».
Pour l'activer, il doit rester immobile un long moment pour engranger de l'énergie naturelle, puis il invoque les deux grands ermites du Mont Myôboku qui fusionnent sur ses épaules : Fukusaku à droite et Shima à gauche, afin de maintenir son accumulation de l'énergie naturelle.
Étant donné qu'il doit ensuite bouger pour combattre, il ne peut continuer d'engranger de l'énergie naturelle, et sans les deux crapauds le faisant pour lui, ne peut rester en « mode ermite » plus de quelques minutes.
Les deux invocations, en plus de leur utilité dans l'accumulation de l'énergie naturelle peuvent également combattre en utilisant leur bouche, et en chantant, peuvent créer un genjutsu très puissant attaquant l'ouïe de l'adversaire.
À cause de sa maîtrise incomplète de l'énergie naturelle, l'apparence de Jiraya change grandement : il prend une apparence plus effrayante, semblant plus âgé et ressemblant à un être hybride mi-humain, mi-crapaud (son nez grossit, se couvrant de pustules, et ses pieds se palment).
L'ensemble des techniques en mode ermite s'appelle le senjutsu. Ce mode permet de récupérer plus vite, puisque l'énergie est prélevée dans la nature.

## Apparition dans les autres médias
Sinyaya, un personnage de Raruto, une bande dessinée en ligne, est un parodie de Jiraya.

## Techniques
Les techniques sont données par ordre d'apparition dans le manga :
- Invocation (口寄せの術, Kuchiyose no jutsu?)[DB 4],[10] — rang C
Technique servant à invoquer des animaux ou des objets dont la puissance ou l'importance est déterminée selon la quantité de chakra utilisée. Elle est employée par Jiraya pour invoquer des crapauds.
Cette technique est un pacte de sang avec la race invoquée (l'utilisateur signe avec son sang sur un parchemin). Elle nécessite donc que l'invocateur utilise son sang pour marquer la main qui va apposer l'invocation.
En général, les ninjas qui l'utilisent se mordent le doigt pour obtenir rapidement ce sang nécessaire.
- Destruction du 5e sceau (五行解印, Gogyō kain?)[DB 5],[11] — rang A
Jiraya supprime le sceau des 5 éléments apposé par un autre pratiquant des sceaux (Orochimaru dans le cas de Naruto Uzumaki).
- Invocation - Destruction des échoppes (口寄せ・屋台崩しの術, Kuchiyose - Yatai kuzushi no jutsu?)[DB 6],[12] — rang B
Jiraya invoque une créature qui tombe sur un bâtiment ou un adversaire, causant des dégâts irrémédiables d'autant plus que la créature est lourde.
Il l'utilise avec Gamahiro pour détruire les serpents géants d'Orochimaru qui attaquent Konoha.
- Invocation - L’estomac du crapaud (口寄せ・蝦蟇口縛り, Kuchiyose - Gamaguchi shibari?)[DB 7],[13] — rang A
Jiraya invoque l'estomac d'un crapaud géant du Mont Myôboku appelé Iwagama. Il se retrouve à l'intérieur de l'estomac avec ses adversaires, qu'il peut ensuite immobiliser par les parois mouvantes, voire digérer.
Seul Itachi Uchiwa a survécu à cette technique en utilisant la « Lumière céleste », pour s'enfuir avec son partenaire Kisame Hoshigaki.
- Emprisonnement du feu (封火法印, Fūka hōin?)[DB 8],[14] — rang B
L'attaquant maîtrise le feu grâce à un parchemin sur lequel il dessine un sceau. Il peut ainsi sceller n'importe quelles flammes (même celles inextinguibles de l'Amaterasu).
- Orbe Tourbillonnant (螺旋丸, Rasengan?)[DB 9],[6] — rang A
Technique de haut niveau créé par le 4e hokage qui l'a transmise à son maître ; cette technique consiste à concentrer une quantité incroyable de chakra et à le faire tourner dans le creux de la main afin d'en faire une sphère parfaite pouvant tout balayer sur son passage.
- Doton - Les marécages des limbes (土遁・黄泉沼, Doton - Yomi numa?)[DB 10],[15] — rang A
L'attaquant fait apparaître un énorme marécage capable d'engloutir de grandes créatures comme un serpent géant d'Orochimaru.
- Le gardien d’aiguilles (針地蔵, Harijizō?)[DB 11],[15]— rang B
Technique défensive : les cheveux de Jiraya deviennent des épines solides et l'entourent à la manière d'une armure.
Permet de se protéger efficacement contre le taijutsu (art martial de combat ninja au corps à corps).
- Katon - Embrasement de l’huile (火遁・蝦蟇油炎弾, Katon - Gama yuendan?)[DB 12],[16] — rang B
Technique combinatoire que Jiraya utilise avec Gamabunta. Celui-ci crache un jet puissant d'huile que Jiraya embrase avec une technique de feu (katon). Le résultat est un lance-flammes géant qui peut consumer à peu près n'importe quoi.
- Technique de dissimulation du crapaud (蝦蟇隠れの術, Gamagakure no jutsu?)[DB 13],[17] — rang C
Jiraya peut infiltrer un lieu humide en se cachant « dans » un crapaud. Une fois à l'abri des regards, il en sort.
C'est une technique d'espionnage et d'infiltration.
- Invocation - Technique d'espionnage du crapaud (口寄せ・蝦蟇見世の術, Kuchiyose - Gamamise no jutsu?)[DB 14],[18] — rang B
Une fois infiltré dans un lieu, Jiraya invoque un crapaud capable de se transformer en auberge, dans laquelle il attire des ninjas ennemis (une fois grimé avec une technique de transformation), pour ensuite les interroger en toute tranquillité. Ce jutsu comporte aussi une facette spatio-temporelle, car la grenouille qui les contient peut ensuite se réduire jusqu'à la taille conventionnelle du batracien, la rendant difficilement soupçonnable voire saisissable pour d'éventuels poursuivants.
C'est typiquement un jutsu d'espionnage pour recueillir des renseignements.
- Métamorphose (変化の術, Henge no jutsu?)[18],[DB 15] — rang E
Technique de base qui consiste à prendre l'apparence d'une personne, d'un animal ou d'un objet.
Jiraya l'utilise pour se grimer en aubergiste.
- Transformation batracienne (蛙変えるの術, Kaeru kaeru no jutsu?)[19],[DB 16] — rang C
Jiraya transforme l'adversaire immobilisé en crapaud.
Face à plusieurs personnes, cette technique utilisée sur l'une d'elles semble faire efficacement pression sur des ennemis récalcitrants dont on cherche à soutirer des informations cruciales…
- Technique de manipulation des ombres de Gama Daïra (蝦蟇平　影操りの術, Gamadaira kage ayatsuri no Jutsu?)[20],[DB 13] — rang B
Jiraya est capable de se substituer à l'ombre d'un adversaire dont il contrôle alors les faits et gestes.
C'est une technique d'espionnage à la base, mais efficace comme défense, car c'est la personne qu'il contrôle qui prend de plein fouet la première attaque en cas de confrontation.
- Katon - Boules de feu (火遁・炎弾, Katon - Endan?)[20],[DB 17] — rang C
Jiraya change son chakra en huile qu'il crache et enflamme immédiatement, créant une grande boule de feu…
- L'huile du crapaud (蝦蟇油弾, Gamayudan?)[21],[DB 18] — rang C
Jiraya change son chakra en huile qu'il crache en jet en grande quantité sur son adversaire.
Permet à la fois de rendre l'adversaire grandement inflammable pour techniques de feu, et de limiter ses mouvements (l'huile est glissante).
Dans le cas de Konan, Jiraya l'empêche ainsi d'utiliser ses jutsu basés sur l'origami, car l'huile colle les morceaux de papier entre eux.
- La crinière hirsute du lion (乱獅子髪の術, Ranjishigami no jutsu?)[DB 19],[21]— rang B
Les cheveux de Jiraya s'allongent et s'enroulent autour de l'adversaire. Jiraya peut ensuite resserrer l'étreinte pour détruire celui-ci.
Il s'en sert pour se débarrasser du crabe géant invoqué par Pain.
- Multi clonage (影分身の術, Kage bunshin no jutsu?)[22],[DB 20] — rang B
Cette technique, inscrite sur le parchemin des techniques interdites, permet de créer un clone consistant avec une volonté propre et pouvant effectuer des techniques.
- Barrière magique - Positionnement de la couverture céleste de régulation (結界・天蓋法陣, Kekkai - Tengaihōjin?)[8],[DB 21] — rang B
Jiraya déploie une barrière magique sphérique de chakra qui s'agrandit de plus en plus autour de lui. Il est ensuite capable de détecter tout ce qui rentre en contact avec cette barrière.
C'est une technique de protection contre les ennemis qui peuvent se rendre invisibles.
- Mode ermite (千人モ一ド, Sennin modo?)[DB 22],[8]
Jiraya peut rentrer dans un « mode ermite » qui le rend bien plus puissant.
Pour commencer, Jiraya trace des marques sur son visage avec son sang puis accumule de l'énergie naturelle par un mūdra (il n'est pas tout de même vulnérable et peut se défendre avec d'autres jutsus élémentaires en les rejetant par la bouche). À la suite de cela, on remarque que son aspect physique change de minute en minute allant d'humain à crapaud. Ses doigts et ses pieds s'allongent pour ressembler à des pattes de crapaud, ses dents deviennent pointues, des cernes rouges se remarquent au-dessus de ses yeux, son nez grossit et s'hérisse, il pousse une large barbe au menton et ses pupilles prennent la forme des yeux des crapauds et deviennent blancs.
Il invoque alors les deux grands ermites crapauds du Mont Myôboku qui combattent avec lui, et maintiennent, le mode ermite en accumulant l'énergie naturelle. Malgré le fait qu'ils doivent rester immobiles pour cela, ils sont capables d'utiliser un taijutsu utilisant leur langue qu'ils peuvent allonger à volonté. Ils peuvent également créer des genjutsu puissants à base de « chant du crapaud ».
Les effets du mode Ermite se dissipent après cinq minutes d'utilisation.
- Senpo - Goemon (仙法・五右衛門, Senpō - Goemon?)[DB 23],[23]
Technique combinatoire : Jiraya crache de l'huile enflammée par une technique katon de Shima, le tout attisé par une technique fūton de Fukasaku (les trois techniques sont sous forme de jets directionnels synchrones qui se rencontrent).
Cette technique crée un brasier énorme et d'une température extrêmement élevée à l'endroit où se trouve l'adversaire visé.
- Méga-orbe tourbillonant géant (超大玉螺旋丸, Chō oodama rasengan?)[DB 24],[23]
Jiraya, avec une énorme quantité de chakra sennin, crée un rasengan géant (approximativement 5 m de diamètre comparativement aux tailles de Jiraya et Gakidô), et écrase l'adversaire avec.
- Senpō - Les mille aiguilles capillaires (仙法・毛針千本, Senpō - Kebari senbon?)[DB 25],[23]
Jiraya rend ses cheveux aussi durs que des aiguilles, et les projette sur l'adversaire.
- Katon - Grandes boules de feu (火遁・大炎弾, Katon - Daiendan?)[DB 26],[24] — rang B
En mode ermite, le jet de feu généré en est d'autant plus puissant que de simples boules de feu.
- Les katas du crapaud (蛙組手, Kawazu kumite?)
Un taijutsu rapide et puissant (Kumite) basé sur l'énergie naturelle.
- Barrière magique - Prison-gourde du crapeau (結界・蝦蟇瓢牢, Kekkai - Gamahyōrō?)[25],[DB 21] — rang B
Technique de dimension parallèle ; Jiraya crée une barrière capable de piéger un adversaire dans un univers parallèle situé dans l'estomac d'un crapaud spécial dont la bouche est fermée par un bouchon.
Ensuite, Jiraya peut quitter cet endroit parallèle (en faisant sauter le bouchon et en sortant par la bouche), et y laisser l'adversaire comme « pièce à conviction ».
Les « lacs » qui se trouvent dans ce lieu semblent assez corrosifs.
Il semble également utiliser cette technique pour infiltrer les lieux dangereux.
- Scellage - Gravure manuelle du sceau (指刻封印, Shikoku fūin?)[26],[DB 27] — rang C
Jiraya enflamme son doigt pour tracer une inscription scellée sur un support (le dos de Fukasaku en l'occurrence).

### Jeux vidéo
- Katon - Orbe tourbillonnant ardent (火遁・豪炎螺旋丸, Katon - Gōen Rasengan?)
Jiraya combine l'orbe tourbillonnant avec son élément du feu pour créer un orbe tourbillonnant de flammes.
- Katon - Volatilisation (火遁・消し幕が原, Katon - Keshimakugahara?)
Jiraya frappe avec son pied la terre pour créer un grand trou jusqu'au niveau des pieds de l'adversaire puis crache du feu dans le trou qui recouvre les pieds de ce dernier et ensuite compose un mudra pour relâcher entièrement les flammes qui explosent l'ennemi.

### Databooks
- (ja) Masashi Kishimoto, NARUTO - Hiden Rin no Sho (NARUTO―ナルト―［秘伝・臨の書］?) : Characters Official Data Book (キャラクターオフィシャルデータBOOK?), Tōkyō, Shūeisha, coll. « Jump Comics (ジャンプコミックス, Janpu Comikkusu?) / Naruto »,‎ 4 juillet 2002, 272 p., shinsho (新書?) / Tankōbon / 175x115mm (ISBN 4-08-873288-X et 978-4-08-873288-6, présentation en ligne)
- (ja) Masashi Kishimoto, NARUTO - Hiden Tō no Sho (NARUTO―ナルト―［秘伝・闘の書］?) : Characters Official Data Book (キャラクターオフィシャルデータBOOK?), Tōkyō, Shūeisha, coll. « Jump Comics (ジャンプコミックス, Janpu Comikkusu?) / Naruto »,‎ 4 avril 2005, 320 p., shinsho (新書?) / Tankōbon / 175x115mm (ISBN 4-08-873734-2 et 978-4-08-873734-8, présentation en ligne)
- (ja) Masashi Kishimoto, NARUTO - Hiden Sha no Sho (NARUTO―ナルト―［秘伝・者の書］?) : Characters Official Data Book (キャラクターオフィシャルデータBOOK?), Tōkyō, Shūeisha, coll. « Jump Comics (ジャンプコミックス, Janpu Comikkusu?) / Naruto »,‎ 4 septembre 2008, 360 p., shinsho (新書?) / Tankōbon / 175x115mm (ISBN 978-4-08-874247-2, présentation en ligne)

### Note
1. ↑  L'éditeur de la version française, Kana, a choisi la transcription Jiraya.
2. ↑  Au Japon, le concept de parrain n'existe pas, mais c'est la traduction de 親 adaptée à notre culture la plus proche qu'on pourrait trouver dans le contexte de la conversation entre Jiraya et les parents de Naruto.

#### Tomes de Naruto
1. ↑  Chapitre 382
2. ↑  Chapitre 379
3. ↑  Chapitre 407
4. ↑  Tome 42, chapitre 383
5. ↑  Chapitre 376
6. 1 2  Tome 17, chapitre 150
7. ↑  Chapitre 372
8. 1 2 3  Tome 41, chapitre 375
9. ↑  Tome 45, chapitre 415
10. ↑  Tome 10, chapitre 90
11. ↑  Tome 11, chapitre 91
12. ↑  Tome 14, chapitre 124
13. ↑  Tome 17, chapitre 147
14. ↑  Tome 17, chapitre 148
15. 1 2  Tome 19, chapitre 166
16. ↑  Tome 19, chapitre 170
17. ↑  Tome 40, chapitre 367
18. 1 2  Tome 40, chapitre 368
19. ↑  Tome 40, chapitre 369
20. 1 2  Tome 41, chapitre 371
21. 1 2  Tome 41, chapitre 372
22. ↑  Tome 41, chapitre 373 — flash-back de la jeunesse de Jiraya
23. 1 2 3  Tome 41, chapitre 377
24. ↑  Tome 41, chapitre 378
25. ↑  Tome 42, chapitre 381
26. ↑  Tome 42, chapitre 382

#### Databook
1. 1 2 3 4 5  (ja) 1er Databook officiel, p. 73
2. ↑  (ja) 2d Databook officiel, p. 92-93
3. ↑  (ja) 3e Databook officiel, p. 90-91
4. ↑  (ja) 1er Databook officiel, p. 182
5. ↑  (ja) 1er Databook officiel, p. 183
6. ↑  (ja) 2d Databook officiel, p. 212
7. ↑  (ja) 2d Databook officiel, p. 210
8. ↑  (ja) 2d Databook officiel, p. 267
9. ↑  (ja) 2d Databook officiel, p. 282
10. ↑  (ja) 2d Databook officiel, p. 261
11. ↑  (ja) 2d Databook officiel, p. 265
12. ↑  (ja) 2d Databook officiel, p. 204
13. 1 2  (ja) 3e Databook officiel, p. 238
14. ↑  (ja) 3e Databook officiel, p. 249
15. ↑  (ja) 1er Databook officiel, p. 220
16. ↑  (ja) 3e Databook officiel, p. 229
17. ↑  (ja) 3e Databook officiel, p. 234
18. ↑  (ja) 3e Databook officiel, p. 239
19. ↑  (ja) 3e Databook officiel, p. 312
20. ↑  (ja) 1er Databook officiel, p. 170
21. 1 2  (ja) 3e Databook officiel, p. 253
22. ↑  (ja) 3e Databook officiel, p. 279
23. ↑  (ja) 3e Databook officiel, p. 281
24. ↑  (ja) 3e Databook officiel, p. 285
25. ↑  (ja) 3e Databook officiel, p. 280
26. ↑  (ja) 3e Databook officiel, p. 237
27. ↑  (ja) 3e Databook officiel, p. 265